# تونیه نوستوولد
تونیه نوستوولد (نروژی: Tonje Nøstvold؛ زادهٔ ۷ مهٔ ۱۹۸۵) بازیکن هندبال اهل نروژ است.
از افتخارات وی میتوان به کسب دو مدال طلا در بازی‌های المپیک تابستانی ۲۰۰۸ و بازی‌های المپیک تابستانی ۲۰۱۲ اشاره کرد.